# Il Pontifex Valentine
Il Pontifex Valentine (Valentine Pontifex) è un romanzo di science fantasy del 1983 di Robert Silverberg, terzo capitolo della serie di Majipoor.

## Trama
Valentine sta per diventare Pontifex, e dovrà rinchiudersi a vivere nel Labirinto. Il suo successore, il duro Hissune, gli crea qualche problema.
Tra beghe di palazzo e minacce di ribellione, lo sfondo turbolento di Majipoor ed i suoi personaggi.